# Masayoshi Kan
Masayoshi Kan (jap. 簡優好 Kan Masayoshi; ur. 25 lutego 1972 w prefekturze Chiba) – japoński lekkoatleta, sprinter.
Największe sukcesy odnosił w sztafecie 4 x 400 metrów, m.in.:
- 2 brązowe medale halowych mistrzostw świata (Toronto 1993 i Barcelona 1995)
- halowy rekord Azji (3:05.90, Maebashi 1999)
- start na igrzyskach olimpijskich (Barcelona 1992) – japońska sztafeta nie awansowała do finału, została sklasyfikowana na 9. pozycji

W startach indywidualnych największym osiągnięciem Kana jest srebro mistrzostw Azji (bieg na 400 m Fukuoka 1998).

## Rekordy życiowe
- bieg na 400 m – 45,33 (1998)